# Nachal Ejn Chada
Nachal Ejn Chada (hebrejsky: נחל עין חדה) je vádí v Dolní Galileji, v severním Izraeli.
Začíná v nadmořské výšce přes 200 metrů na jihozápadních svazích hřbetu Har Javne'el. Nachází se tu pramen Ejn Chada (עין חדה). Směřuje pak k jihozápadu mělkým, odlesněným údolím, jehož okolí je zemědělsky využíváno. Zhruba 2 kilometry východně od obce Kfar Kisch ústí u pramene Ejn Recheš (עין רכש) a severně od pahorku Tel Recheš zleva do vádí Nachal Recheš.